# Ghostface

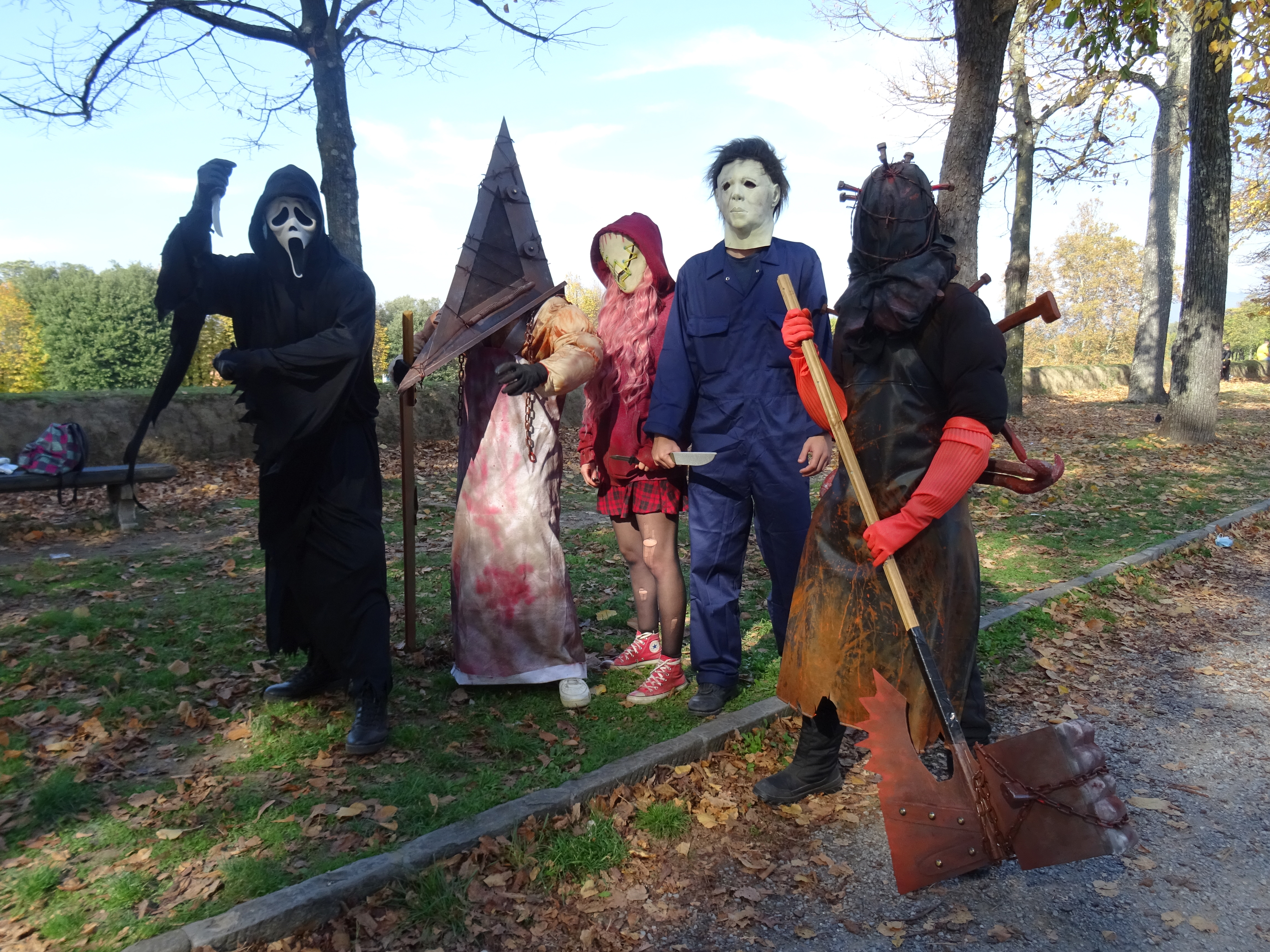
Cosplay met Ghostface, Pyramid Head, Lucca en Michael Myers (Lucca Comics & Games, Lucca (Italië), 2021)

Ghostface is de bijnaam van een vermomming van de antagonisten in alle delen van de filmreeks Scream en ook in het derde seizoen van de gelijknamige televisieserie. Steeds verschillende moordenaars verhullen hiermee hun identiteit terwijl ze jacht maken op hun slachtoffers. In de eerste Scream wordt Ghostface ook een tijd Father Death genoemd.
De belangrijkste doelwitten zijn in elke film de scholiere Sidney Prescott en de mensen om haar heen. Ghostface belt zijn slachtoffers doorgaans op met gebruik van een stemvervormer voor hij tot actie overgaat. De verschillende moordenaars hebben verschillende motieven om Prescott dood te willen. Ghostface gebruikt doorgaans een jachtmes als wapen.
Ghostface praat in principe niet wanneer hij fysiek verschijnt. De stem waarmee hij doelwitten aanspreekt over de telefoon, werd voor elke film ingesproken door stemacteur Roger L. Jackson, ongeacht wie in die film schuil gaat achter de vermomming. Stemacteur Mike Vaughn sprak de stem in van op Ghostface lijkende personages in de eerste twee seizoenen van de televisieserie. Hierin is Ghostface veranderd in de Lakewood Slasher. Jackson deed dit voor de officiële Ghostface in seizoen drie.
Ghostface werd bedacht door regisseur Wes Craven en scenarioschrijver Kevin Williamson. Hij draagt altijd een zwart gewaad en een wit masker, met zwarte vlakken ter hoogte van de ogen, neus en mond.

## Ontleningen
Het productieteam trof het masker toevallig aan bij het maken van de eerste Scream. Het is feitelijk een massaal geproduceerd Halloween-masker met de naam Peanut-Eyed Ghost ('pinda-ogig spook') dat in 1991 werd uitgebracht door  Fun World. Dit feestartikelenbedrijf baseerde het ontwerp op De Schreeuw van de Noorse schilder Edvard Munch. Wes Craven was er enthousiast over, maar Fun World vroeg aanvankelijk veel geld voor het hergebruik, zodat Craven alternatieve ontwerpen liet maken. Uiteindelijk bereikten de partijen toch een overeenkomst.
In 2022 plaatste station Rotterdam Centraal Ghostface-poppen op het dak als meeuwenverschrikkers, omdat de meeuwen na jaren gewend waren geraakt aan de eerdere nep-roofvogels.

## Optredens
- Scream (1996)
- Scream 2 (1996)
- Scream 3 (2000)
- Scream 4 (2011)
- Scream (2022)
- Scream VI (2023)
- Scream (2015-2019)
- Scary Movie (1999)
- Shriek If You Know What I Did Last Friday the Thirteenth (2000)
- The Inevitable Return of the Great White Dope - Bloodhound Gang (2001) - videoclip